# ديتر شنايدر (مبارز بالسيف)
ديتر شنايدر (بالألمانية: Dieter Schneider)‏ (و. 1959  م) هو مبارز بالسيف، ورياضي ألماني، ولد في كوبلنز، شارك في الألعاب الأولمبية الصيفية 1988، والألعاب الأولمبية الصيفية 1984.

## روابط خارجية
- ديتر شنايدر على موقع أوليمبيديا (الإنجليزية)